# Pygommatius neglectus
Pygommatius neglectus là một loài ruồi trong họ Asilidae. Pygommatius neglectus được Bromley miêu tả năm 1936.